# Aerva ambigua
Aerva ambigua är en amarantväxtart som beskrevs av Horace Bénédict Alfred Moquin-Tandon. Aerva ambigua ingår i släktet Aerva och familjen amarantväxter. Inga underarter finns listade i Catalogue of Life.